# Börje Nyberg
Börje Nyberg (26 de marzo de 1920 – 2 de mayo de 2005) fue un actor y director cinematográfico y televisivo de nacionalidad sueca.
Nacido y fallecido en Estocolmo, Suecia, a lo largo de su carrera entre 1947 y 1996 actuó en más de 40 producciones cinematográficas y televisivas.

## Selección de su filmografía
- Jazzgossen (1958)
- I, a Lover (1966)
- Here's Your Life (1966)
- Sköna juveler (1984)